# Wolfgang Altendorf
Wolfgang Altendorf (* 23. März 1921 in Mainz; † 18. Januar 2007 in Wittlensweiler) war ein deutscher Schriftsteller, Verleger und Maler.

## Leben und Werk
Als Sohn des Rechtsanwalts und Notars Rudolf Altendorf und seiner Ehefrau Martha Ose verbrachte er seine Kindheit in Oppenheim und Pfeddersheim (Rheinhessen). Seine Schule absolvierte er in Worms, Pfeddersheim und Mainz mit dem Abschluss der mittleren Reife im Jahre 1938.
Nach dem Arbeitsdienst ab 1939 und der Militärzeit, wobei er mehrfach verwundet wurde, war er in Köln Mitbegründer der Rheinischen Zeitung. Seine Ehefrau Irmgard („Irmeli“) Seiwert heiratete er 1944. Aus der Ehe gingen fünf Kinder hervor, die zwischen 1945 und 1966 geboren wurden. Einen eigenen Verlag, den er in Bad Godesberg aufbaute, konnte er nach der Währungsreform nicht mehr wirtschaftlich betreiben.
Nach dem Wohnsitzwechsel nach Großlittgen (Eifel) im Jahre 1950 zog er nach Hof Raskop (Eifel) und später nach Kyllburg (Eifel). Danach  1958 nach Pfalzgrafenweiler und anschließend nach Freudenstadt-Wittlensweiler. 1961 betrieb er mit seiner Ehefrau einen Eigenverlag mit Produktion und Vertrieb für einen Lesering. Weiterhin gab er noch ein Mitteilungsblatt Lesestoff heraus.
Als Maler veranstaltete er bis Anfang der 1990er Jahre über zwanzig Ausstellungen. Die Anzahl der von ihm geschaffenen Bilder wird mit 1500 angegeben. Im Jahre 1971 gründete er die Altendorf-Kulturstiftung. Sein umfangreiches literarisches und malerisches Wirken erreichte eine Gesamtauflage von 750.000 Büchern. Er schuf mit seinen Illustrationen einen eigenen Stil, „linear-dynamischer Realismus“ genannt.

## Werke (Auswahl)
- Landhausberichte, Agis-Verlag, 1955, DNB 450058158
- Odyssee zu zweit, Westermann, 1957, DNB 450058190
- Der Transport, Westermann, 1959, DNB 450058220 (1961 von Jürgen Roland als Der Transport verfilmt)
- Das dunkle Wasser, Reclam, 1959, DNB 450058271
- Hiob im Weinberg, Selbstverlag, 1962, DNB 450058115
- Hauptquartier, Selbstverlag, 1964, DNB 450058107
- Morgenrot der Partisanen, Selbstverlag, 1967, DNB 454566433
- Mein Geheimauftrag, Selbstverlag, 1969, DNB 454566425
- Das entmündigte Publikum, Selbstverlag, 1969, DNB 454566409
- Vom Koch, der sich selbst zubereitete, Diogenes Verlag, 1973, DNB 730422445
- Das Stahlmolekül, Heyne Science-fiction & Fantasy #3967, 1983,  ISBN 3-453-30899-9 (Science-Fiction-Roman)
- Sonettenkranz Berlin, Selbstverlag, 1985, DNB 860876306 (mit Zeichnungen des Autors)
- Pfalz Sonettenkranz, Selbstverlag, 1986, DNB 968887872 (mit Zeichnungen des Autors)
- Sophius der Weise über die Ehe, Altendorf-Kulturstiftung, 1995, DNB 945692803
- Goethe und die kleine Harferin, 1999
- Der unerwünschte Passagier

## Auszeichnungen (Auswahl)
- Verdienstkreuz am Bande der Bundesrepublik Deutschland[2] (1973)
- Verdienstkreuz 1. Klasse der Bundesrepublik Deutschland (1981)
- Hörspielpreis des Bayerischen Rundfunks 1950
- Gerhart-Hauptmann-Preis der Freien Volksbühne Berlin 1957
- Literarischer Hambachpreis 1982
- Oscar de France Palmes d’Or
- Knight Award Plaque for World Peace
- L’Art Leonardi da Vinci
- Goldene Papst-Medaille

## Referenzen
- Biographischer Abriss. (Seite nicht mehr abrufbar. Suche in Webarchiven)
- Hinweis zum Werk von Altendorf. (Seite nicht mehr abrufbar. Suche in Webarchiven)
- Anzeige in der FAZ vom 24. Januar 2007
- Walter Habel: Wer ist wer? Lübeck 1993